# Antoni Gabrel
Antoni Gabrel (ur. 11 kwietnia 1935 w Skindzierzu, zm. 2 listopada 2016 w Łodzi) – polski duchowny, misjonarz, salezjanin, poeta i pisarz.

## Życiorys
Był absolwentem filozofii na Katolickim Uniwersytecie Lubelskim. Święcenia kapłańskie otrzymał w 1962. W latach 1965–1972 był duszpasterzem akademickiego ośrodka „Węzeł” w Łodzi, następnie zaś w latach 1972–1979 proboszczem łódzkiej parafii św. Teresy i dyrektorem wspólnoty zakonnej.
W latach 1980–1990 był misjonarzem w Hondurasie, początkowo jako rektor Niższego Seminarium Duchownego „San José” w Tegucigalpie (1980–1987), wiceproboszcz parafii Matki Bożej Wspomożenia Wiernych w Tegucigalpie oraz proboszcz parafii w Yuscarán (1987–1990). Ponadto prowadził zajęcia w filii prywatnego uniwersytetu, prowadził posługę wśród uchodźców z Nikaragui, dzieci z domów dziecka i partyzantów z Contras. Był także asystentem młodzieżowego ruchu katolickiego „ESCOGE”, kapelanem więzienia i szkół katolickich.
Po powrocie do Polski był organizatorem i dyrektorem (1991–1995) domu zakonnego oraz Zespołu Szkół Salezjańskich w Łodzi, zaś od 1995 był dyrektorem domu zakonnego i Salezjańskiej Policealnej Szkoły Biznesu i Administracji w Poddębicach. W 2000 został kapłanem w parafii Matki Bożej Miłosierdzia na osiedlu Północ w Suwałkach i redaktorem gazety parafialnej „Nasz Zwiastun”. W latach 2011–2015 pełnił posługę kapłańską w Warszawie i Żyrardowie. Od 2015 przebywał w Łodzi, gdzie zmarł i został pochowany na cmentarzu na Dołach w kwaterze salezjańskiej.
Był członkiem Komisji Episkopatu Polski ds. Misji oraz wiceprezesem „Fundacji Przedsiębiorczości”.

## Publikacje
Gabrel był autorem tomików poezji oraz utworów prozatorskich, w tym m.in.:
- „Sny rzek leniwych” (1998),
- „Wołanie zahoryzontów” (1999),
- „Przez zielony las” (1999),
- „Mąka młynarza ze Zgierza” (2001),
- „Na jaćwieskiej przyzbie” (2002),
- „Igraszki podpsalmów suwalskich” (2003),
- „Bumerang miłości” (2005),
- „Radość i nadzieja” (2006),
- „Bliżej Pana” (2008),
- „Dotyk kaktusa (2011),
- „Piknik pod aureolą” (2012),
- „Mądrość piaskownicy” (2014),
- „Listonosz idzie” (2016),
- „Deptak przyjaźni” (2016).

## Wyróżnienia
- Odznaka „Za zasługi dla Miasta Łodzi” (1993)[3][1],
- Nagroda ODISS za kierowanie ośrodkiem duszpasterstwa akademickiego „Węzeł” oraz za działalność społeczną i propagowanie katolickiej nauki społecznej[1].